# 科爾科東河

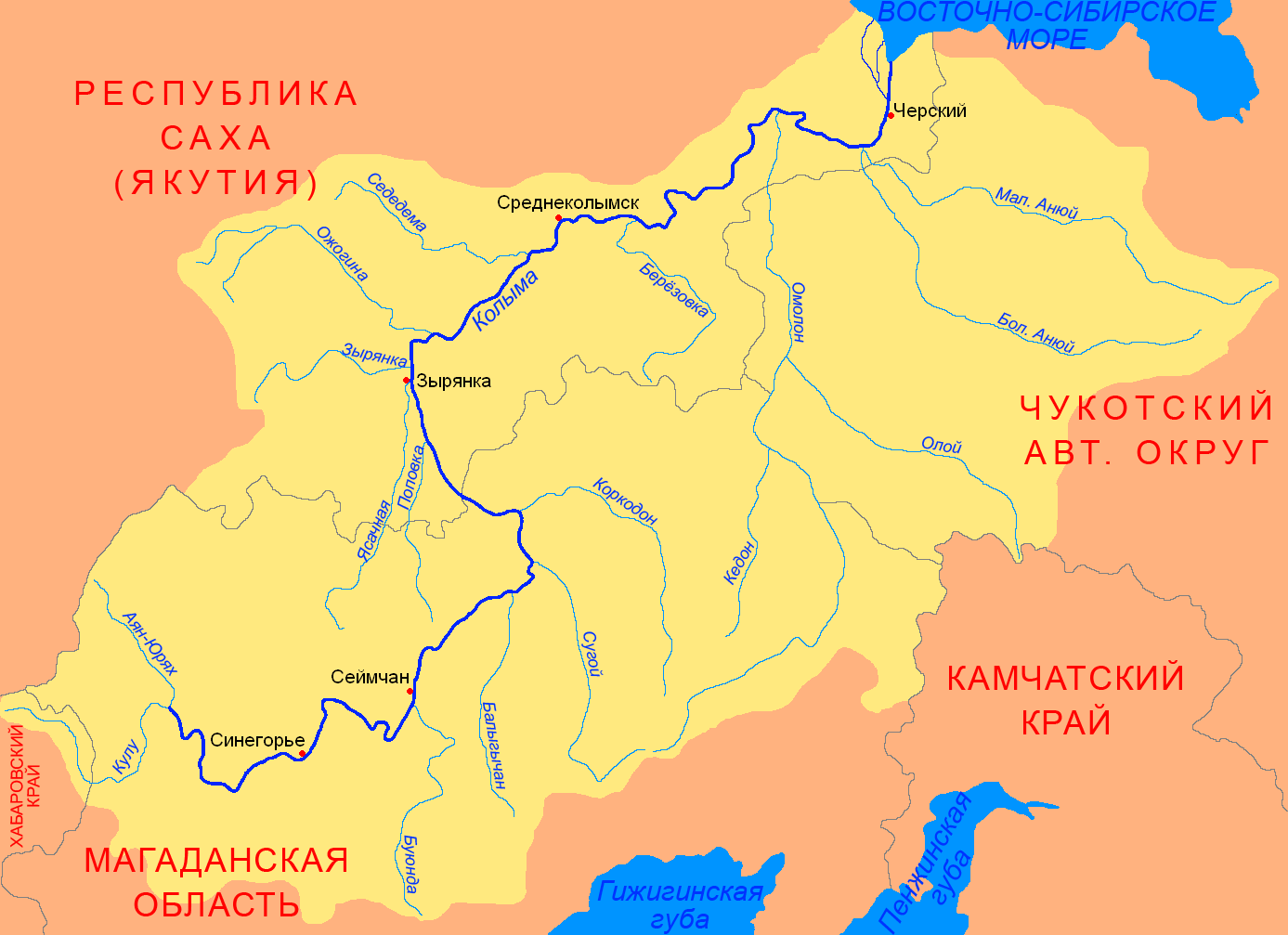
科累马河右岸支流Коркодон河

科爾科東河是俄羅斯的河流，由馬加丹州負責管轄，屬於科雷馬河的右支流，河道全長476公里，流域面積42,800平方公里，河水主要來自雨水和融雪，每年十月至翌年五月結冰。